# Нідерланди на Євробаченні Юних Музикантів
Нідерланди брали участь у Євробаченні Юних Музикантів, що проводиться кожні два роки, дванадцять разів починаючи з 1984 року, де здобули першу перемогу. Країна приймала конкурс 1988 року та вдруге перемогла у 1990 році.

## Учасники
Умовні позначення
     Переможець
     Друге місце
     Третє місце
     Не пройшла до фіналу
     Участь скасовано
     Не брала участі
| Рік                               | Місце проведення | Учасник             | Інструмент | Фінал                      | Півфінал       |
| --------------------------------- | ---------------- | ------------------- | ---------- | -------------------------- | -------------- |
| 1984                              | Женева           | Ізабель ван Келен   | Скрипка    | 1                          | Без півфіналів |
| 1986                              | Копенгаген       | Пауліне Остенрік    | Гобой      | Не вдалося кваліфікуватися | –              |
| 1988                              | Амстердам        | Вібі Соеряді        | Фортепіано | Не вдалося кваліфікуватися | –              |
| 1990                              | Відень           | Нік ван Остерум     | Фортепіано | 1                          | –              |
| 1992                              | Брюссель         | Невідомо            | Невідомо   | Не вдалося кваліфікуватися | –              |
| Не брали участі в 1994-1998 роках |                  |                     |            |                            |                |
| 2000                              | Берген           | Гвінет Вентінк      | Арфа       | –                          | –              |
| 2002                              | Берлін           | Флер Бувері         | Кларнет    | Не вдалося кваліфікуватися | –              |
| 2004                              | Люцерн           | Феліція ван ден Енд | Флейта     | Не вдалося кваліфікуватися | –              |
| 2006                              | Відень           | Кейт Себрінг        | Фортепіано | Не вдалося кваліфікуватися | –              |
| 2008                              | Відень           | Стівен Борн         | Віолончель | –                          | –              |
| 2010                              | Відень           | Дана Земцова        | Скрипка    | Не вдалося кваліфікуватися | –              |
| 2012                              | Відень           | Елла ван Пауке      | Віолончель | Не вдалося кваліфікуватися | –              |
| 2014                              | Кельн            | Люсі Горш           | Блокфлейта | –                          | Без півфіналів |
| Не брали участі у 2016-2024 роках |                  |                     |            |                            |                |

## Галерея

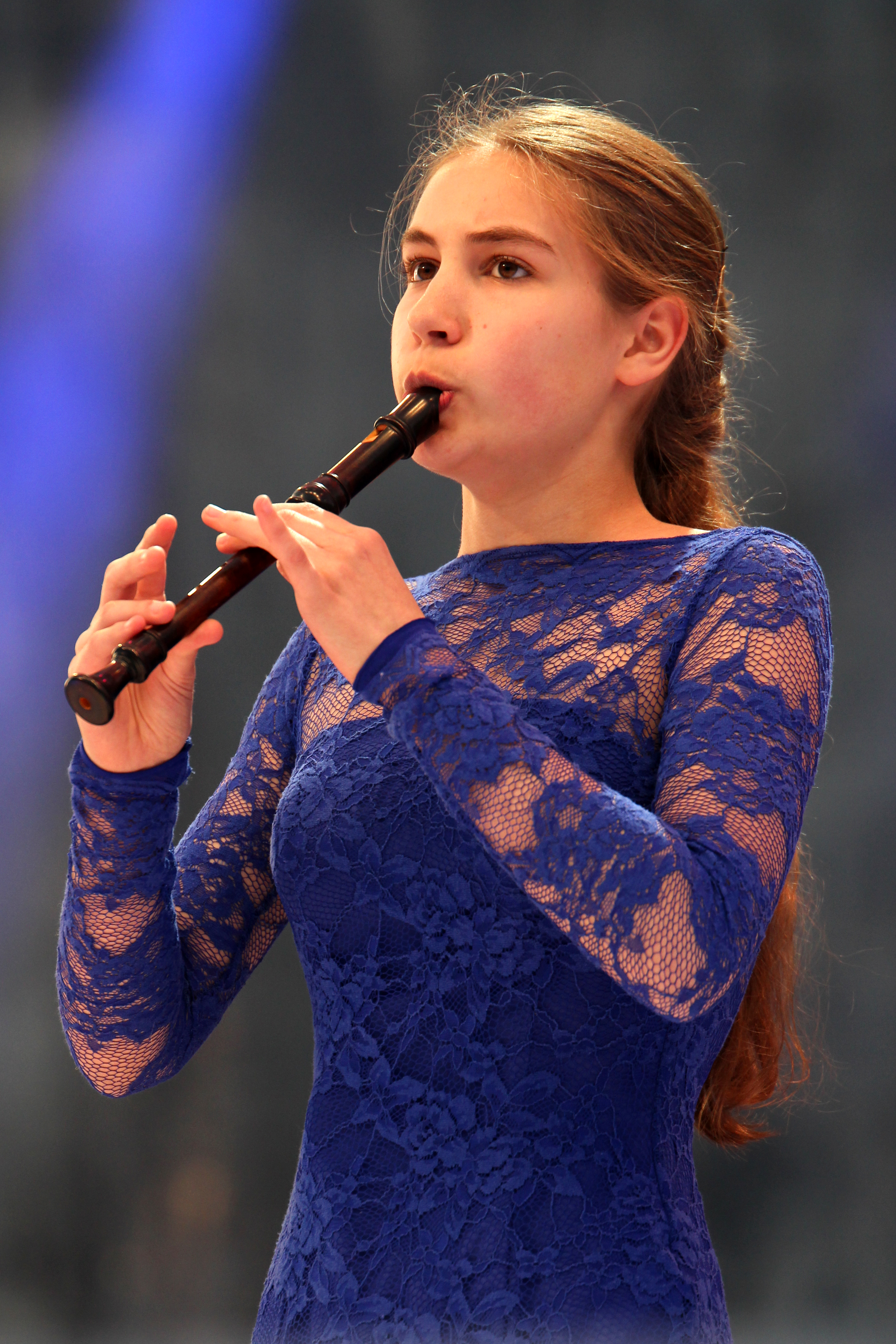
Люсі Горш у Кельні (2014)

## Країна-господар
| Рік  | Місто     | Місце проведення | Ведучі      |
| ---- | --------- | ---------------- | ----------- |
| 1988 | Амстердам | Консертгебау     | Мартін Бейл |